# Волковенко, Афанасий Иванович
Афана́сий Ива́нович Волкове́нко (1907—1944) — гвардии старший лейтенант Рабоче-крестьянской Красной Армии, участник Великой Отечественной войны, Герой Советского Союза (1944).

## Биография
Афанасий Волковенко родился в 1907 году в селе Васильчуки (ныне — Ключевский район Алтайского края) в крестьянской семье. Получил неполное среднее образование. С 1916 по 1928 годы
жил в селе Васильчуки Ключевского района ныне Алтайского края. В 1928—1931 годах Волковенко проходил службу в Рабоче-крестьянской Красной Армии, после демобилизации находился на административно-хозяйственной работе в городе Фрунзе (ныне — Бишкек, Кыргызстан). В июле 1941 года он повторно был призван в армию. С осени того же года — на фронтах Великой Отечественной войны. Участвовал в битве за Москву.
К апрелю 1942 года гвардии старший лейтенант Афанасий Волковенко командовал кавалерийским эскадроном 6-го гвардейского кавалерийского полка 1-й гвардейской кавалерийской дивизии 1-го гвардейского кавалерийского корпуса Западного фронта. В течение пяти месяцев Волковенко вместе со своим полком принимал участие в рейде по немецким тылам в Смоленской области. 26 апреля 1942 года эскадрон Волковенко освободил деревню Большая Мышенка Угранского района, сам командир лично уничтожил 5 вражеских солдат, был ранен, но остался в строю. 26 мая 1942 года эскадрон захватил переправу через реку Угру в районе села Всходы и удерживал её. 19 июня, уничтожив дзот и 30 солдат и офицеров противника, Волковенко перешёл линию фронта.
Указом Президиума Верховного Совета СССР от 3 июня 1944 года за «образцовое выполнение боевых заданий командования на фронте борьбы с немецкими захватчиками и проявленные при этом мужество и героизм» гвардии старший лейтенант Афанасий Волковенко был удостоен высокого звания Героя Советского Союза. Однако положенные ему медаль «Золотая Звезда» и орден Ленина он получить не успел, так как 6 ноября 1944 года погиб в Ровенской области Украинской ССР. Похоронен в городе Радивилов (бывший Червоноармейск) на мемориале Славы. Одна из улиц города носит его имя.
Был также награждён орденом Красной Звезды.